# Leichtathletik-Weltmeisterschaften 2013/Teilnehmer (Japan)
| Gelbes Symbol für Goldmedaillen mit stilisierten Olympischen Ringen | Graues Symbol für Silbermedaillen mit stilisierten Olympischen Ringen | Braundes Symbol für Bronzemedaillen mit stilisierten Olympischen Ringen |
| ------------------------------------------------------------------- | --------------------------------------------------------------------- | ----------------------------------------------------------------------- |
| —                                                                   | —                                                                     | 1                                                                       |

Der Leichtathletik-Verband Japans stellte 44 Teilnehmer bei den Leichtathletik-Weltmeisterschaften 2013 in der russischen Hauptstadt Moskau.

## Ergebnisse

### Männer

#### Laufdisziplinen
| Athlet | Disziplin    | Vorlauf        | Vorlauf | Halbfinale         | Halbfinale         | Finale             | Finale             |
| Athlet | Disziplin    | Zeit           | Platz   | Zeit               | Platz              | Zeit               | Platz              |
| --- | ------------ | -------------- | ------- | ------------------ | ------------------ | ------------------ | ------------------ |
| Yoshihide Kiryū                                                                                           | 100 m        | 10,31 s        | 33      | nicht qualifiziert | nicht qualifiziert | nicht qualifiziert | nicht qualifiziert |
| Ryōta Yamagata                                                                                            | 100 m        | 10,21 s        | 22      | nicht qualifiziert | nicht qualifiziert | nicht qualifiziert | nicht qualifiziert |
| Shōta Iizuka                                                                                              | 200 m        | 20,71 s        | 24      | 20,61 s            | 19                 | nicht qualifiziert | nicht qualifiziert |
| Yuichi Kobayashi                                                                                          | 200 m        | 20,97 s        | 34      | nicht qualifiziert | nicht qualifiziert | nicht qualifiziert | nicht qualifiziert |
| Kei Takase                                                                                                | 200 m        | 20,96 s        | 33      | nicht qualifiziert | nicht qualifiziert | nicht qualifiziert | nicht qualifiziert |
| Yūzō Kanemaru                                                                                             | 400 m        | 46,18 s        | 24      | 46,28 s            | 23                 | nicht qualifiziert | nicht qualifiziert |
| Yūki Satō                                                                                                 | 5000 m       | 13:37,07 min   | 23      |                    |                    | nicht qualifiziert | nicht qualifiziert |
| Suguru Ōsako                                                                                              | 10.000 m     |                |         |                    |                    | 28:19,50 min       | 21                 |
| Yūki Satō                                                                                                 | 10.000 m     |                |         |                    |                    | DNF                | DNF                |
| Tsuyoshi Ugachi                                                                                           | 10.000 m     |                |         |                    |                    | 27:50,79 min SB    | 15                 |
| Masakazu Fujiwara                                                                                         | Marathon     |                |         |                    |                    | 2:14:29 h          | 14                 |
| Hiroyuki Horibata                                                                                         | Marathon     |                |         |                    |                    | DNF                | DNF                |
| Yuki Kawauchi                                                                                             | Marathon     |                |         |                    |                    | 2:15:35 h          | 18                 |
| Kazuhiro Maeda                                                                                            | Marathon     |                |         |                    |                    | 2:15:25 h          | 17                 |
| Kentarō Nakamoto                                                                                          | Marathon     |                |         |                    |                    | 2:10:50 h          | 5                  |
| Takatoshi Abe                                                                                             | 400 m Hürden | 51,41 min      | 32      | nicht qualifiziert | nicht qualifiziert | nicht qualifiziert | nicht qualifiziert |
| Yasuhiro Fueki                                                                                            | 400 m Hürden | 50,66 min      | 29      | nicht qualifiziert | nicht qualifiziert | nicht qualifiziert | nicht qualifiziert |
| Takayuki Kishimoto                                                                                        | 400 m Hürden | 49,96 min      | 21      | DSQ                | DSQ                | –––                | –––                |
| Takumi Saito                                                                                              | 20 km Gehen  |                |         |                    |                    | 1:22:09 h          | 6                  |
| Yūsuke Suzuki                                                                                             | 20 km Gehen  |                |         |                    |                    | 1:23:20 h          | 12                 |
| Hirooki Arai                                                                                              | 50 km Gehen  |                |         |                    |                    | 3:45:56 h PB       | 11                 |
| Kōichirō Morioka                                                                                          | 50 km Gehen  |                |         |                    |                    | 3:53:54 h          | 23                 |
| Takayuki Tanii                                                                                            | 50 km Gehen  |                |         |                    |                    | 3:44:26 h          | 9                  |
| Yoshihide Kiryū Kenji Fujimitsu Kei Takase Shōta Iizuka Reserve: Yuichi Kobayashi Ryōta Yamagata          | 4 × 100 m    | 38,23 s SB     | 5       |                    |                    | 38,39 s            | 6                  |
| Kengo Yamazaki Yūzō Kanemaru Hideyuki Hirose Shiroyuki Nakano Reserve: Kenji Fujimitsu Takayuki Kishimoto | 4 × 400 m    | 3:02,43 min SB | 10      |                    |                    | nicht qualifiziert | nicht qualifiziert |

#### Sprung/Wurf
| Athlet            | Disziplin      | Qualifikation | Qualifikation | Finale             | Finale             |
| Athlet            | Disziplin      | Weite/Höhe    | Platz         | Weite/Höhe         | Platz              |
| ----------------- | -------------- | ------------- | ------------- | ------------------ | ------------------ |
| Hiroki Ogita      | Stabhochsprung | 5,40 m        | 21            | nicht qualifiziert | nicht qualifiziert |
| Daichi Sawano     | Stabhochsprung | 5,40 m        | 14            | nicht qualifiziert | nicht qualifiziert |
| Seito Yamamoto    | Stabhochsprung | 5,55 m        | 7             | 5,75 m PB          | 6                  |
| Kōji Murofushi    | Hammerwurf     | 76,27 m       | 8             | 78,03 m            | 6                  |
| Yukifumi Murakami | Speerwurf      | 77,75 m       | 22            | nicht qualifiziert | nicht qualifiziert |

#### Zehnkampf
| Athlet         | Disziplin | 100 m      | Weit- sprung | Kugel- stoßen | Hoch- sprung | 400 m   | 110 m Hürden | Diskus- wurf | Stabhoch- sprung | Speer- wurf | 1500 m      | Punkte | Platz |
| -------------- | --------- | ---------- | ------------ | ------------- | ------------ | ------- | ------------ | ------------ | ---------------- | ----------- | ----------- | ------ | ----- |
| Keisuke Ushiro | Ergebnis  | 11,44 s SB | 6,84 m       | 13,17 m       | 1,96 m       | 51,20 s | 15,32 s      | 45,31 m      | 4,90 m PB        | 67,65 m SB  | 4:38,91 min | 7751   | 22    |
| Keisuke Ushiro | Punkte    | 765        | 776          | 678           | 767          | 760     | 811          | 773          | 880              | 854         | 687         | 7751   | 22    |

### Frauen

#### Laufdisziplinen
| Athletin          | Disziplin    | Vorlauf      | Vorlauf | Halbfinale         | Halbfinale         | Finale             | Finale             |
| Athletin          | Disziplin    | Zeit         | Platz   | Zeit               | Platz              | Zeit               | Platz              |
| ----------------- | ------------ | ------------ | ------- | ------------------ | ------------------ | ------------------ | ------------------ |
| Chisato Fukushima | 200 m        | 23,85 s      | 38      | nicht qualifiziert | nicht qualifiziert | nicht qualifiziert | nicht qualifiziert |
| Misaki Onishi     | 5000 m       | 16:16,52 min | 19      |                    |                    | nicht qualifiziert | nicht qualifiziert |
| Hitomi Niiya      | 10.000 m     |              |         |                    |                    | 30:56,70 min PB    | 5                  |
| Kayoko Fukushi    | Marathon     |              |         |                    |                    | 2:27:45 h          | Bronze             |
| Ryōko Kizaki      | Marathon     |              |         |                    |                    | 2:31:28 h          | 4                  |
| Mizuki Noguchi    | Marathon     |              |         |                    |                    | DNF                | DNF                |
| Hitomi Shimura    | 100 m Hürden | 12,71 s      | 34      | nicht qualifiziert | nicht qualifiziert | nicht qualifiziert | nicht qualifiziert |
| Satomi Kubokura   | 400 m Hürden | 56,33 s SB   | 17      | nicht qualifiziert | nicht qualifiziert | nicht qualifiziert | nicht qualifiziert |
| Masumi Fuchise    | 20 km Gehen  |              |         |                    |                    | 1:33:13 h SB       | 29                 |
| Kumi Otoshi       | 20 km Gehen  |              |         |                    |                    | 1:32:44 h          | 26                 |

#### Sprung/Wurf
| Athletin        | Disziplin  | Qualifikation | Qualifikation | Finale             | Finale             |
| Athletin        | Disziplin  | Weite/Höhe    | Platz         | Weite/Höhe         | Platz              |
| --------------- | ---------- | ------------- | ------------- | ------------------ | ------------------ |
| Miyuki Fukumoto | Hochsprung | 1,78 m        | 27            | nicht qualifiziert | nicht qualifiziert |
| Yuki Ebihara    | Speerwurf  | 59,80 m       | 16            | nicht qualifiziert | nicht qualifiziert |